# Gat persa

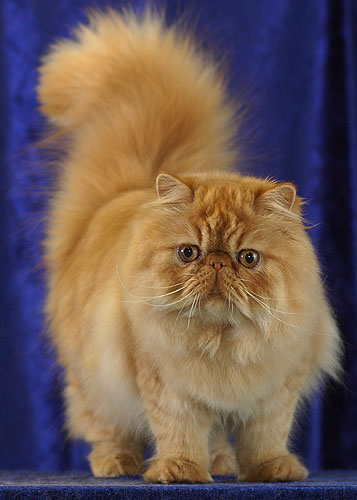
Gat persa

El gat persa és una raça de gat que prové del gat d'angora turc. El seu origen geogràfic se situa a la zona de Pèrsia (actual Iran). Els primers gats perses van ser introduïts a Itàlia des de Pèrsia a la dècada de 1620. La branca persa es va desenvolupar a partir del 1800 i els gats perses actuals van sorgir a Anglaterra. Són gats relacionats amb l'aristocràcia (el 75% dels gats de pedigrí registrats són perses). El gat persa es caracteritza per tenir una cara ampla i plana, i amb un abundant pelatge generalment blanc.

## Història
En general, no és clar quan van aparèixer per primera vegada els gats de pèl llarg, ja que no hi ha gats salvatges africans, que es creu que són els ancestres dels gats domèstics, amb el pèl llarg. L'aristocràcia del segle xix demanava gats de pèl llarg, i el gen responsable del pèl llarg es va introduir a través de la hibridació amb el gat de Pallas. Els primers avantpassats documentats dels perses van ser importats de Khorasan (Pèrsia) a Itàlia el 1620 per Pietro della Valle, per Nicholas Claude Fabri de Peiresc en la mateixa època. Els gats de Khorasan eren de color gris. De França aviat va arribar a la Gran Bretanya. Gats de pèl llarg també van ser importats a Europa des de l'Afganistan, Birmània, la Xina i Rússia. L'encreuament dels diferents tipus eren comuns.

## Característiques

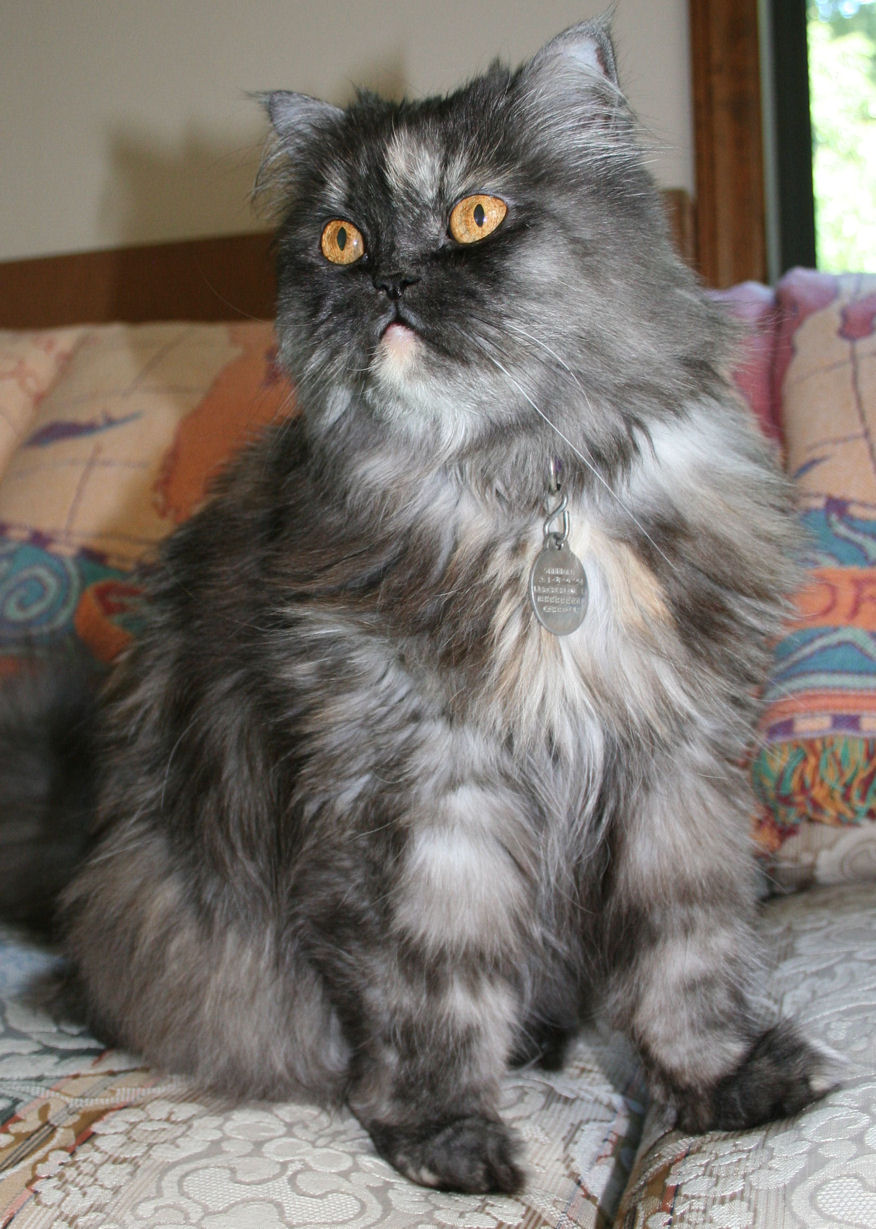
Gat persa

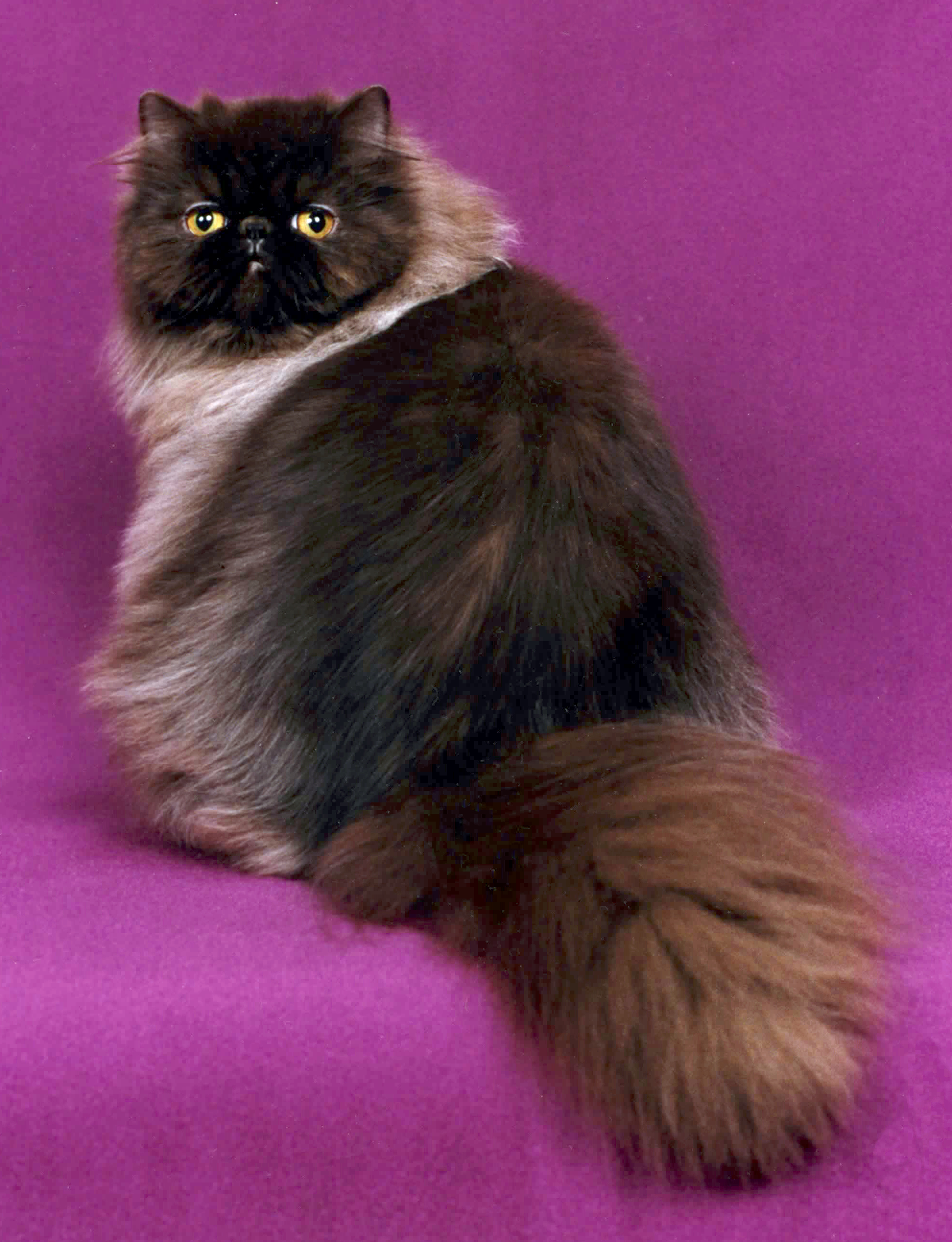
Gran campió persa de color xocolata

Es caracteritza per ser d'una mida mitjana a gran i amb el pèl llarg. Té el cap rodó, massís i el crani ample. El front és arrodonit i els pòmuls són forts i prominents. Té el morro curt i el mentó fort i ple. Els ulls són grans, rodons, ben oberts i separats, d'un color molt intens i brillant. Les orelles del gat persa són petites i arrodonides a les puntes i cobertes de pèl que neix de dins cap a enfora. Així, passen desapercebudes, confoses amb el pèl llarg del llom i del cap.
El cos del gat persa és musculós i arrodonit i té una estructura òssia robusta. Destaca per sobre de les potes que són petites i gruixudes.
Té el pèl abundant, espès, llarg i de tacte sedós. La cua és peluda i arrodonida a l'extrem. Així, podem dir que els gats perses no destaquen per ser esvelts sinó més aviat massissos, arrodonits i robustos.
El gat persa pot ser de colors molt variats. Hi ha gats perses d'un sol color igualat, intens i sense tons més clars, com el negre, el blanc, el blau, el xocolata, el lila, el vermell i el crema. També poden ser de colors variats.
Els actuals gats perses són de cos compacte. Tenen un morro arromangat en un gran cap rodó. El seu abundant i exuberant pelatge és la seva principal característica. Aquests gats són familiars, els encanta estar amb els nens. És un gat faldiller. El seu pelatge requereix un raspallat diari i els banys regulars són també adequats.
Existeixen també els perses himalaians, aquests difereixen dels perses en el pelatge. Un gat persa himalaià té totes les característiques d'un persa però el seu pelatge és similar en color als siamesos. Un Himàlaia presenta les mateixes variants de color que els siamesos, podent denominar-se en funció del color de les parts distals (seal, blau, xocolata, vermell, lila, etc.).
Els gats himalaians tenen els ulls blaus, el punt de color o colorpoint ha d'estar en les seves orelles, potes, llom i cua i la resta del pelatge ha de ser blanc o crema. Els punts de color més comuns són: xocolata, lila, crema, flama, petxina de tortuga carei, linx, blau.
Els gats perses són de caràcter tranquil, se'ls anomena tigres del sofà perquè els agrada dormir i descansar. Aquesta raça de gat exigeix molta cura i dedicació per part dels propietaris.
La seva criança és difícil, el període de gestació és d'uns 64 dies i la ventrada és de poques cries, en general dos o tres. Els gatets solen separar-se de la mare al voltant dels tres mesos.
Presumit per naturalesa, es tracta de la raça de gat amb el caràcter més tranquil, assossegat i afectuós. De naturalesa afable, congenia tant amb els humans com amb els altres animals. Té un temperament excepcionalment tranquil i domèstic que mai ha conegut els instints salvatges típics dels seus parents felins. És tranquil i es passa la major part del dia dormint. Li agrada fer ostentació de la seva bellesa. Acostuma a ser de 30 cm d'alçada.

## Símbol d'estatus
Per a molts, el persa és el gat domèstic de luxe per excel·lència, una raça associada a la riquesa i el poder.

## Varietats de les races pures
D'acord amb la classificació de races d'aquesta associació, el gat persa pertany, juntament amb el gat exòtic, a la categoria I, podent-se donar les següents varietats en les races pures: 
* Núm. 1 Persa negre

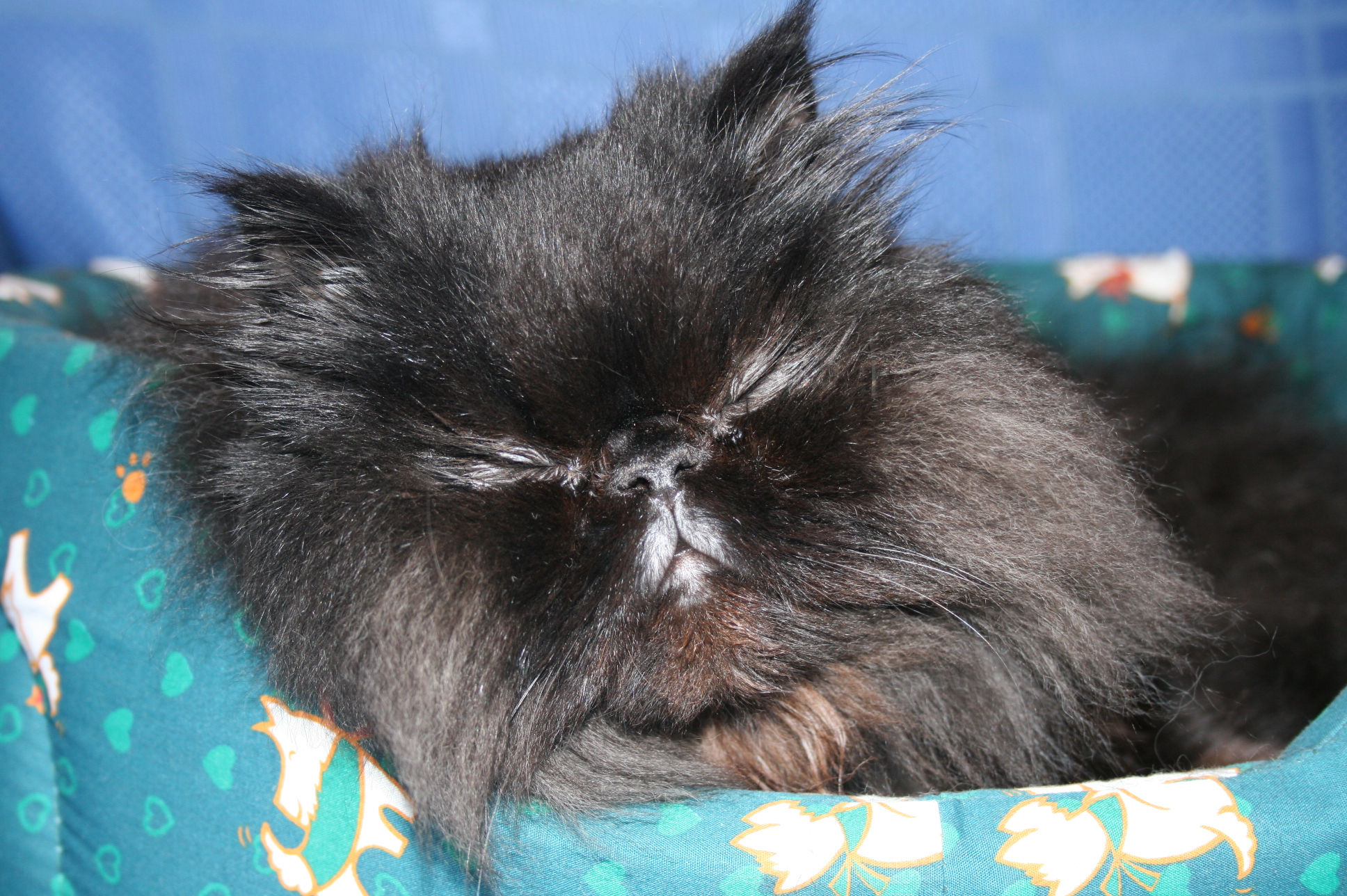
Gat persa.

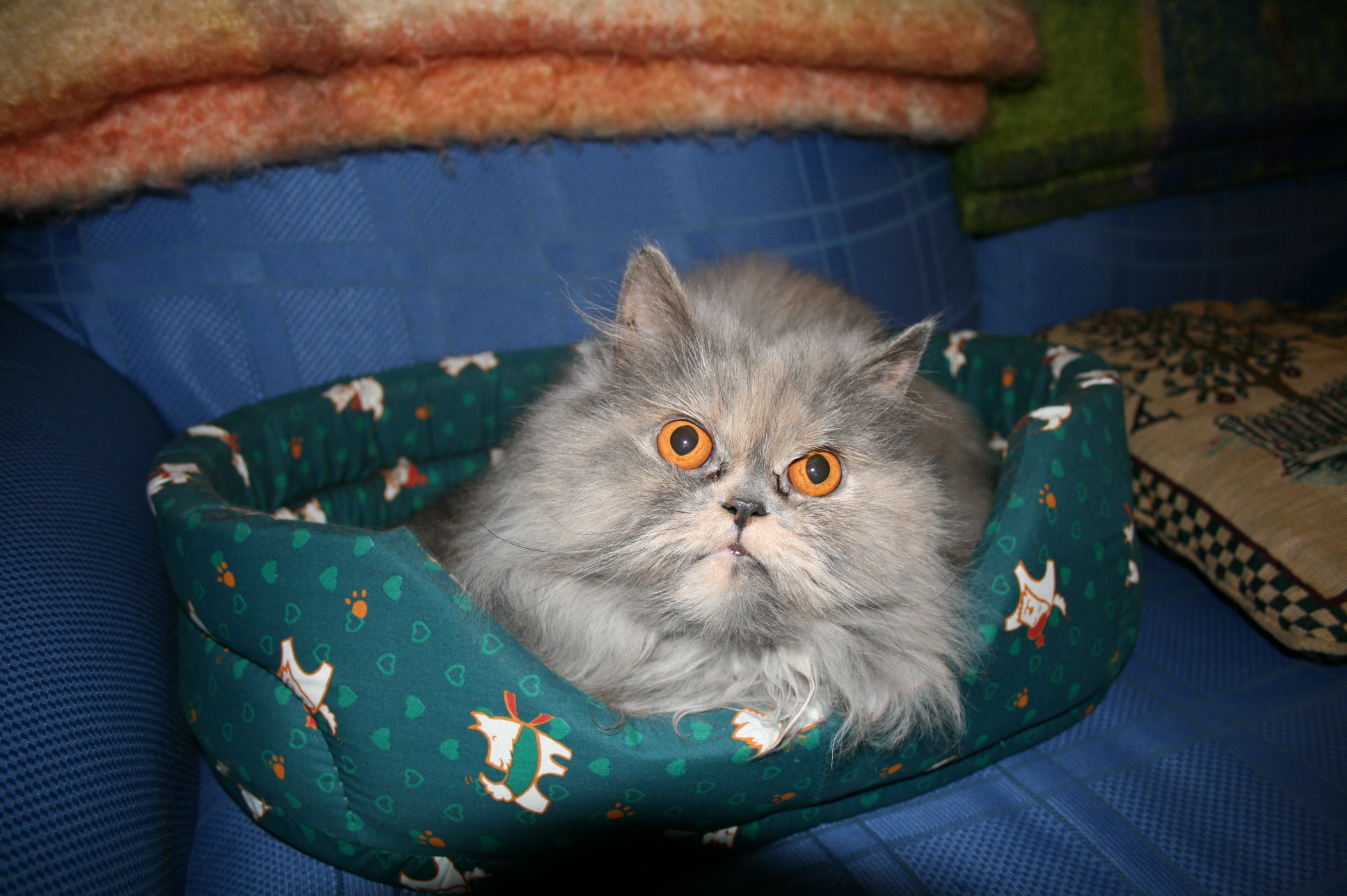
Gata persa.

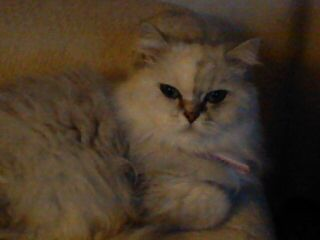
Gata persa xinxilla.

* Núm. 2 Persa blanc (ulls blaus) 
* Núm. 2 a Persa blanc (ulls taronja)
* Núm. 2 b Persa blanc (ulls dispars)
* Núm. 3 Persa blau
* Núm. 4 Persa vermell
* Núm. 5 Persa crema
* Núm. 6 Persa fumat negre 
* Núm. 6 a Persa fumat blau
* Núm. 6 d sl Persa shell cameo
* Núm. 6 d sd Persa shaped cameo
* Núm. 7 Persa jaspiat platejat
* Núm. 8 Persa xinxilla
* Núm. 9 Persa jaspiat vermell
* Núm. 10 Persa jaspiat marró
* Núm. 11 Persa carei (negre, vermell, crema)
* Núm. 12 Persa carei blanc 
* Núm. 12 Persa carei bicolor
* Núm. 12b Persa blau carei blanc
* Núm. 13 Persa blau crema 
* Núm. 13 a Persa altres colors
* Núm. 13 b Persa colour point pèl llarg 
* Núm. 13 b1 Seal point
* Núm. 13 b2 Blau point
* Núm. 13 b3 Xocolata
* Núm. 13 b4 Lila
* Núm. 13 b5 Vermell point i carei
* Núm. 13 b6
* Núm. 13 b7 Crema
* Núm. 13 b8 Blau
* Núm. 13 B9 Xocolata
* Núm. 13 B10 Lila
* Núm. 13 c Sagrat de Birmània o gat enguantat